# Guðmundur Ívarsson Guðmundsson
Guðmundur Ívarsson Guðmundsson (17 de julho de 1909 – 19 de dezembro de 1987) foi um diplomata e político islandês. Foi ministro.Enquanto diplomata foi embaixador no Reino Unido (com acreditação nos Países Baixos), em Espanha e Portugal, na Nigéria (1971), e nos Estados Unidos (1971-1973 com acreditação simultânea no Canadá, México, Cuba, Brasil e Argentina), na Suécia (1973-1977 com acreditação simultânea na Finlândia e Áustria) e na Bélgica, Luxemburgo, União Europeia e NATO (1977-1979).